# Joviânia
Joviânia este un oraș în Goiás (GO), Brazilia.